# Homomallium
Homomallium ist eine Moosgattung aus der Ordnung der Hypnales. 

## Merkmale
Die Blätter sind einseitswendig angeordnet. Sie sind nicht kreisförmig gebogen, hohl und von ovaler oder oval-lanzettlicher Form. Der Blattrand ist ganzrandig oder im oberen Bereich gezähnt. Die Laminazellen sind langgestreckt (prosenchymatisch). Die Blattflügelzellen sind zahlreich und quadratisch.  
Die Kapsel ist gekrümmt und asymmetrisch.

## Systematik
Die Gattung ist Teil der Familie der Hypnaceae und nahe mit der Gattung Hypnum verwandt. Sie besteht aus 14 Arten, von denen nur eine in Europa vorkommt: 
- Homomallium incurvatum